# Пролеска перуанская
Scilla peruviana — многолетнее луковичное травянистое растение; вид рода Пролеска (Scilla) семейства Спаржевые (Asparagaceae).
Травянистое многолетнее растение. Клубни 6-8 см в диаметре, белые, покрытые коричневыми чешуйками. Листья линейные, 20-60 см длиной, 1-4 см шириной. 5-15 листьев вырастают каждую весну. Цветонос 15-40 см высотой, имеет плотную пирамидальную кисть с 40-100 цветками. Каждый цветок синего цвета, 1-2 см в диаметре.
Цветёт с мая по июнь.
Ареал вида охватывает территорию следующих стран: Испания — Канарские острова, Тенерифе, Алжир, север Египта, Марокко, Тунис; Италия — Калабрия, Сардиния, Сицилия; Мальта, Португалия, Испания, Гибралтар. Обычно выращивают как декоративное растение из-за весенних цветов.

## Галерея

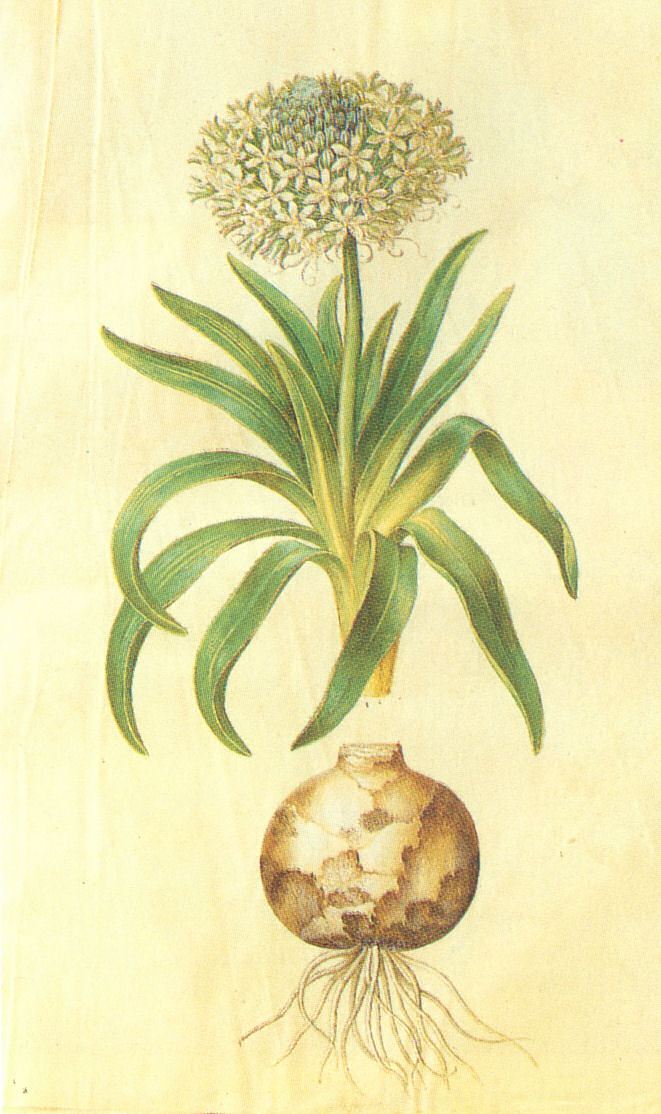
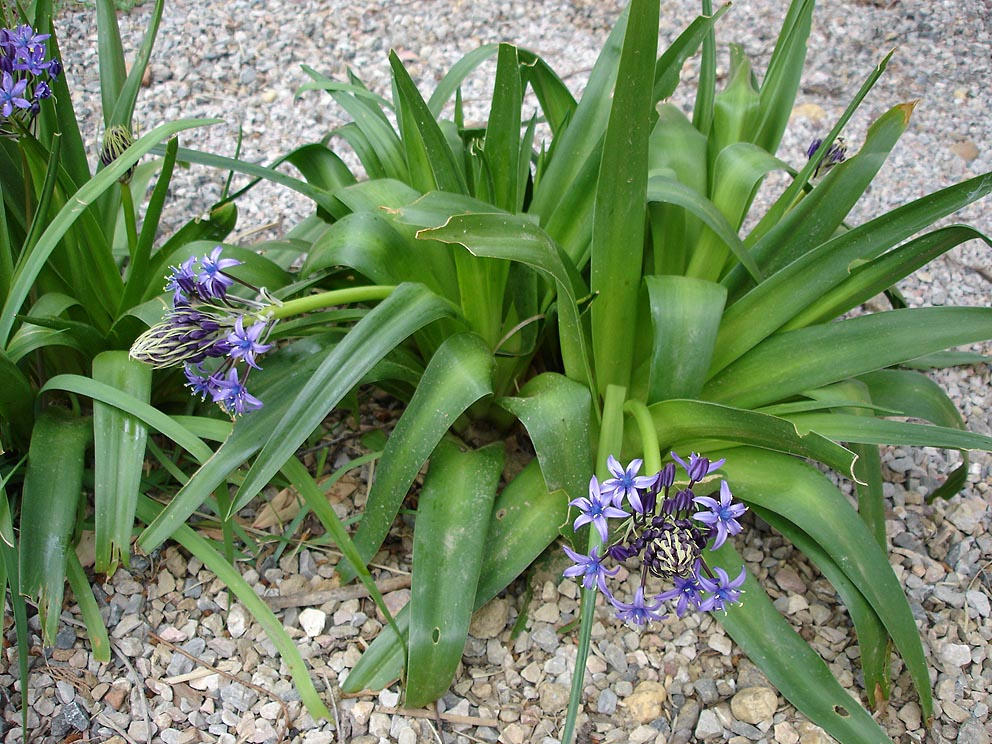